# Cantata Eldorado
La Cantata Eldorado es la tercera y última cantata compuesta y grabada por Los Calchakis, se lanzó en 1992 con el sello francés ARION y trata sobre el Descubrimiento de América y la sed por la avaricia que trajeron los españoles en el siglo XV.

## Lista de canciones
| N.º | Título                 | Música                        | Duración |  |
| 1.  | «Alborada india»       | Sergio Arriagada              |          |  |
| 2.  | «Cristóbal Colón»      | folklore                      |          |  |
| 3.  | «Las carabelas»        | H. Miranda y Sergio Arriagada |          |  |
| 4.  | «El descubrimiento»    | H. Miranda y Sergio Arriagada |          |  |
| 5.  | «El dorado»            | H. Miranda y A. Mª Miranda    |          |  |
| 6.  | «Quimera del oro»      | H. Miranda y A. Mª Miranda    |          |  |
| 7.  | «El destino americano» | H. Miranda y César Isella     |          |  |

Existe otro disco con la misma portada y que se titula Los Calchakis et leurs flutes de pan - Eldorado con el siguiente tracklist:
| N.º | Título             | Música                     | Duración |  |
| 1.  | «Sol de Ayacucho»  | folklore                   |          |  |
| 2.  | «Puñal escondido»  | folklore                   |          |  |
| 3.  | «Fuego en Animana» | A. T. Gómez y César Isella |          |  |
| 4.  | «Tristeza india»   | folklore                   |          |  |
| 5.  | «Selvas doradas»   | Sergio Arriagada           |          |  |
| 6.  | «Río de plata»     | E. Capuano                 |          |  |
| 7.  | «Tupac Amaru»      | E. Gieco y R. Maldonado    |          |  |
| 8.  | «Guanahami»        | Chiloé                     |          |  |

## Integrantes
- Héctor Miranda
- Enrique Capuano
- Sergio Arriagada
- Sergio Roa Brith
- Cichi Almeida